# Parapammene aurifascia
Parapammene aurifascia är en fjärilsart som beskrevs av Kuznetsov 1981. Parapammene aurifascia ingår i släktet Parapammene och familjen vecklare. Inga underarter finns listade i Catalogue of Life.